# Rosemarie Ford
Rosemarie Ford (Sherburn-in-Elmet, 5 marzo 1962) è una ballerina, attrice e cantante inglese, nota soprattutto come interprete di musical.
È nota soprattutto per le sue interpretazioni nel musical Cats: nel ruolo di Grizabella a Londra (1996, 1997) e in quello di Bombalurina nel primo tour inglese del 1989 e nella versione cinematografica del 1998 con Elaine Paige e John Mills. Ha recitato anche in altri musical, tra cui Juke Box, Me And My Girl, Can-Can, Is there life after high school e Divorce Me, Darling, e ha vinto il prestigioso Carl Alan Awards.